# هورون مرکزی، انتاریو
هورون مرکزی (به انگلیسی: Central Huron) شهرکی در کانادا است که در شهرستان هورون، انتاریو واقع شده‌است.
هورون مرکزی ۷٬۵۹۱ نفر جمعیت دارد.